# 足利義満
足利 義満（あしかが よしみつ）は、室町時代前期の室町幕府第3代征夷大将軍。将軍職を辞した後、清和源氏で初の太政大臣。父は第2代将軍・足利義詮、母は側室・紀良子。祖父に足利尊氏。正式な姓名は源 義満（みなもと の よしみつ）。室町幕府第2代征夷大将軍・足利義詮の長男で足利満詮の同母兄にあたる。
南北朝合一を果たし、有力守護大名の勢力を抑えて幕府権力を確立させ、北山第の中心とした鹿苑寺（金閣）を建立して北山文化を開花させるなど、室町時代の政治・経済・文化の最盛期を築いた。
邸宅を北小路室町へ移したことにより義満は「室町殿」とも呼ばれた。後代には「室町殿」は足利将軍家当主の呼称となった。歴史用語の「室町幕府」や「室町時代」もこれに由来する。

## 生涯

### 幼少期
延文3年（1358年）8月22日、義満は2代将軍・足利義詮の子として京都春日東洞院にある幕府政所執事の伊勢貞継の屋敷で生まれた。祖父である尊氏の死からちょうど100日目のことである。母の紀良子は石清水神官善法寺通清の娘で、母を通じて順徳天皇の玄孫でもあった。幼名は春王と名付けられた。
春王は長男ではなかったが、義詮と正室の渋川幸子との間に生まれていた千寿王は夭折しており、その後、幸子との間に子はなく、義満誕生の前年にも義詮と紀良子の間には男子（名前不明）が生まれていたが、義満は嫡男として扱われた。幼児期は伊勢邸で養育された。
春王が幼少の頃の幕府（北朝方）は南朝との抗争が続き、さらに足利氏の内紛である観応の擾乱以来、幕政を巡る争いは深刻さを増していた。康安元年（1361年）12月には細川清氏や楠木正儀、石塔頼房ら南朝方に京都を占領され、義詮は後光厳天皇を奉じて近江国に逃れた。春王は僅かな家臣に守られて建仁寺に逃れた後、北野義綱に護衛され、赤松則祐の居城の播磨白旗城への避難を余儀なくされた。この後、しばらくの間、春王は則祐により養育される。幕府側はすぐに京都を奪還し、春王も京都への帰路につくがその道中、摂津国に泊まった際に景色が良いことを気に入り、「ここの景色は良いから京都に持って帰ろう。お前たちが担いで行け」という命令を出し、家臣らはその気宇壮大さに驚いたという。京都に帰還した春王は、新しく管領となった斯波義将に養育され、貞治3年（1364年）3月には7歳で初めて乗馬した。
貞治4年（1365年）5月、春王は矢開の儀を行い、6月には七条の赤松則祐屋敷で祝儀として馬・鎧・太刀・弓矢等の贈物を受けるなど、養父である則祐とは親交を続けた。
貞治5年（1366年）8月、貞治の変が起こって斯波高経・義将父子が失脚すると、叔父の足利基氏の推挙により、細川頼之が後任の管領に任命された。この頃の春王は祖母の赤橋登子の旧屋敷に移ったり、赤松則祐の山荘に立ち寄ったりしている。

### 家督・将軍職相続
貞治5年（1366年）12月7日、春王は後光厳天皇より義満の名を賜り、従五位下に叙せられた。なお、このとき尊義という諱も呈示されたが、柳原忠光により義満が撰ばれたという。
貞治6年（1367年）11月になると、父・義詮が重病となる。義詮は死期を悟り、11月25日に義満に政務を委譲し、細川頼之を管領として義満の後見・教導を託した。
12月3日、朝廷は義満を正五位下・左馬頭に叙任した。同月7日に義詮は死去し、義満はわずか10歳で将軍家の家督を継いだ。
応安元年（1368年）4月15日、義満は管領細川頼之を烏帽子親として、元服した。このとき、加冠を務める頼之を始め、理髪・打乱・泔坏の四役を全て細川氏一門が執り行った。
応安2年（1369年）12月30日、義満は朝廷から征夷大将軍宣下を受け、第3代将軍となった。管領細川頼之をはじめ、足利一門の守護大名が幕政を主導することにより義満は帝王学を学んだ。頼之は応安大法を実施して土地支配を強固なものにし、京都や鎌倉の五山制度を整えて宗教統制を強化した。また南朝最大の勢力圏であった九州に今川貞世（了俊）・大内義弘を派遣して、南朝勢力を弱体化させ幕府権力を固めた。
さらに京都の支配を強化するために、応安3年（1370年）に朝廷より山門公人（延暦寺及びその支配下の諸勢力及びその構成員）に対する取締権を与えられた。
永和元年（1375年）、二十一代集の20番目にあたる新後拾遺和歌集は義満の執奏により後円融院が勅撰を下命した。
永和4年（1378年）には、邸宅を三条坊門から北小路室町に移し、幕府の政庁とした。移転後の幕府（室町第）はのちに「花の御所」と呼ばれ、今日ではその所在地にちなみ室町幕府と呼ばれている。
義満は、朝廷と幕府に二分化されていた京都市内の行政権や課税権なども幕府に一元化するとともに、守護大名の軍事力に対抗しうる将軍直属の常備軍である奉公衆を設け、さらに奉行衆と呼ばれる実務官僚の整備をはかった。
応安7年（1374年）、日野業子を正室に迎えた。
永徳2年（1382年）、開基として相国寺の建立を開始し、翌年には自らの禅宗の修行場として塔頭鹿苑院も創建する。
至徳2年（1385年）には東大寺・興福寺などの南都寺院を参詣、嘉慶2年（1388年）には駿河で富士山を遊覧し、康応元年（1389年）には安芸厳島神社を参詣するなど、視察を兼ねたデモンストレーション（権力示威行為）を行っている。しかし、嘉慶2年（1388年）8月17日には、紀伊国和歌浦玉津島神社参詣遊覧の帰りに、南朝の楠木正勝の襲撃を受け、南朝に情報網を張っていた山名氏清のおかげでかろうじて命を救われるなど（平尾合戦）、これらの視察もいまだ安全といえる状況ではなかった。

### 権力強化と南北朝合一
康暦元年（1379年）、義満は反・細川頼之派の守護大名である斯波義将や土岐頼康・山名時義らに邸を包囲され頼之の罷免を求められ、頼之は罷免される（康暦の政変）。後任の管領には義将が任命され、幕政の人事も斯波派に改められる。頼之に対しては追討令が下されるが翌年には赦免されて宿老として幕政に復帰しており、また政変後に義満の将軍権力が確立している事から斯波・細川両派の抗争を利用して相互に牽制させていたと考えられている。
永和4年（1378年）3月、義満は右近衛大将に任ぜられ（征夷大将軍と近衛大将兼務は惟康親王以来）、5か月後には権大納言を兼務して以後、朝廷の長老である二条良基の支援を受けながら朝廷に出仕し、公家社会の一員として積極的に参加する姿勢を見せる。
自らの昇進により足利家の家格を准摂家にまで上昇させることを目標とし公家としての称号（家名）を室町殿（西園寺流室町家や卜部流室町家を改名させ室町の称号を独占した）と定めた。花押も、上級公家になったことに従いそれまでの武士型のものから公家型に改められた（武士の棟梁足利家の立場が必要な文書の場合は其の後も武士型花押が用いられ続ける）。
永和5年（1379年）8月14日、十市遠康ら南朝方武家に奪われた寺社領の返還を求める興福寺の大衆が、春日大社の神木を奉じて洛中に強訴に及んだ（康暦の強訴）。摂関家以下藤原氏系の公卿は神木の神威を恐れて出仕を自重して宮中行事が停滞する中、義満は自分が源氏であることを理由に出仕を続け、康暦2年（1380年）には一時中断していた御遊始・作文始・歌会始などを立て続けに大々的に再興して反対に大衆を威圧した。このため、同年12月15日に大衆と神木は幕府の十市討伐の約束以外に具体的な成果を得ることなく奈良に戻り、歴史上初めて神木入洛による強訴を失敗に終わらせて、寺社勢力に大打撃を与えた。
もっとも、年が明けると幕府は興福寺に使者を派遣してこれまでになかった直接対話を行って興福寺側の要望を訊き、延暦寺に対しても幕府との直接交渉ができる山門使節の設置を認め、所領興行や仏事再興にも取り組むなどの硬軟両様の使い分けを行っており、後に義満が至徳2年（1385年）に南都参詣（前述）に行った際には南都の僧侶たちはこれをこぞって歓迎し、応永元年（1394年）に延暦寺ゆかりの日吉社参詣を行った際にも延暦寺から参詣費用の献上が行われて義満も御礼に堂舎を寄進している。
義満は祖父の尊氏や父を越える内大臣、左大臣に就任し官位の昇進を続けた。永徳3年（1383年）には武家として初めて源氏長者となり淳和奨学両院別当を兼任、准三后の宣下を受け、名実ともに公武両勢力の頂点に上り詰めた。摂関家の人々にも偏諱を与えるようになるなどその勢威はますます盛んになり、掣肘できるものは皆無に等しかった。また、これまで院や天皇の意思を伝えていた伝奏から命令を出させ、公武の一体化を推し進めた。これら異例の措置も三条公忠が「先例を超越した存在」と評したように、公家側も受け入れざるを得ず、家礼となる公家や常磐井宮満仁王のように愛妾を差し出す者も現れた。
嘉慶元年（1388年）に土岐頼康、翌康応元年（1389年）に山名時義が死去する。反細川派の重鎮として知られた両者には義満も思うところがあったらしく、土岐頼康の死後、分裂して争う土岐氏の内紛につけ込んで土岐康行を討伐（土岐康行の乱）、続けて山名時煕も討伐した。
明徳2年（1391年）、山名氏の内紛に介入し、11か国の守護を兼ねて「六分一殿」と称された有力守護大名・山名氏清を挑発して挙兵させ、同年12月に討伐する（明徳の乱）。
明徳3年（1392年）、楠木正勝が拠っていた河内国千早城が陥落し、南朝勢力が全国的に衰微した。そのため、義満は大内義弘を仲介に南朝方と交渉を進め、持明院統と大覚寺統が交互に即位する事（両統迭立）や諸国の国衙領を全て大覚寺統の所有とする事（実際には国衙領はわずかしかなかった）などの和平案を南朝の後亀山天皇に提示し、後亀山が保持していた三種の神器を北朝の後小松天皇に接収させて南朝が解消される形での南北朝合一を実現し、56年にわたる朝廷の分裂を終結させる（明徳の和約）。
明徳4年（1393年）、義満と対立して後小松天皇に譲位していた後円融上皇が崩御し、自己の権力を確固たるものにした義満は、応永元年12月（1395年1月）には将軍職を嫡男の足利義持に譲って隠居したが、大御所として政治上の実権は握り続けた。同年、従一位太政大臣にまで昇進する。武家が太政大臣に任官されたのは、平清盛に次いで2人目である。そして征夷大将軍を経験した武家が太政大臣に任官されたのは初めてであり、かつ後の時代を含めても義満が足利家唯一の太政大臣となった。
応永2年（1395年）6月、義満は出家して道義と号した。義満の出家は、征夷大将軍として武家の、太政大臣・准三后として公家の頂点に達した義満が、残る寺社勢力を支配する地位をも得ようとしたためと考えられている。義満の出家に際して、斯波義将をはじめ多くの武家や公家、皇族の常盤井宮滿仁親王まで追従して出家している。
同年、九州探題として独自の権力を持っていた今川貞世を罷免する。
応永6年（1399年）、西国の有力大名・大内義弘を挑発し義弘が堺で挙兵したのを機に討伐し（応永の乱）、西日本で義満に対抗できる勢力は排除された。

### 勘合貿易と北山文化
義満は若年の頃から明への憧憬を深く抱いていた。その例としては、明徳5年（1394年）に行われた改元の議の際の出来事があげられる。義満は明の太祖・洪武帝の治世にあやかって日本の元号にも「洪」の字を使うよう工作した。しかし、洪の字は洪水につながり、また不吉であるとして公家たちが反発したため実現せず、応永の元号が用いられることとなった。機嫌を損ねた義満は、自分の生きている間には元号を変えさせなかった。
ただし、これについては異説もあり、応永15年（1408年：義満死去に伴う）と、応永20年（1413年：称光天皇即位に伴う）に出された改元の議を阻止し、自分が生きている間には元号を変えさえなかったのは息子の義持であるとする指摘もある。また、義満の改元への影響力は強かったものの、その立場自体は同時代の太政官に列する公卿の範疇でしかなく（「洪徳」不採用もその反映とする）、その発言力も戦国期の将軍（義稙・義晴）よりは低かったとする指摘もある。いずれにしても、その結果として応永年号は35年と、明治以前では最も長い元号となった。
義満は明との正式な通交を望んでいた。しかし、応安7年（1374年）の遣使では、明側は南朝の懐良親王を「日本国王良懐」として日本における唯一の正規な通交相手として認めており、義満を「日本国王良懐と王位を争っていた持明の臣下」とみなし（ある意味、正しい認識である）、通交を認めず、幕府の交渉は実らなかった。康暦2年（1380年）にも「日本国征夷将軍源義満」名義で交渉を始めようと試みるが、これも日本国王の家臣との交渉は受けないとの理由と、宛先を丞相にしたという理由で入貢を拒まれている。そこで義満は応永2年（1395年）6月に太政大臣を辞し、出家した（法名は道有、ついで道義と改め、道号は天山という）。これにより義満は天皇の臣下ではない自由な立場となった。

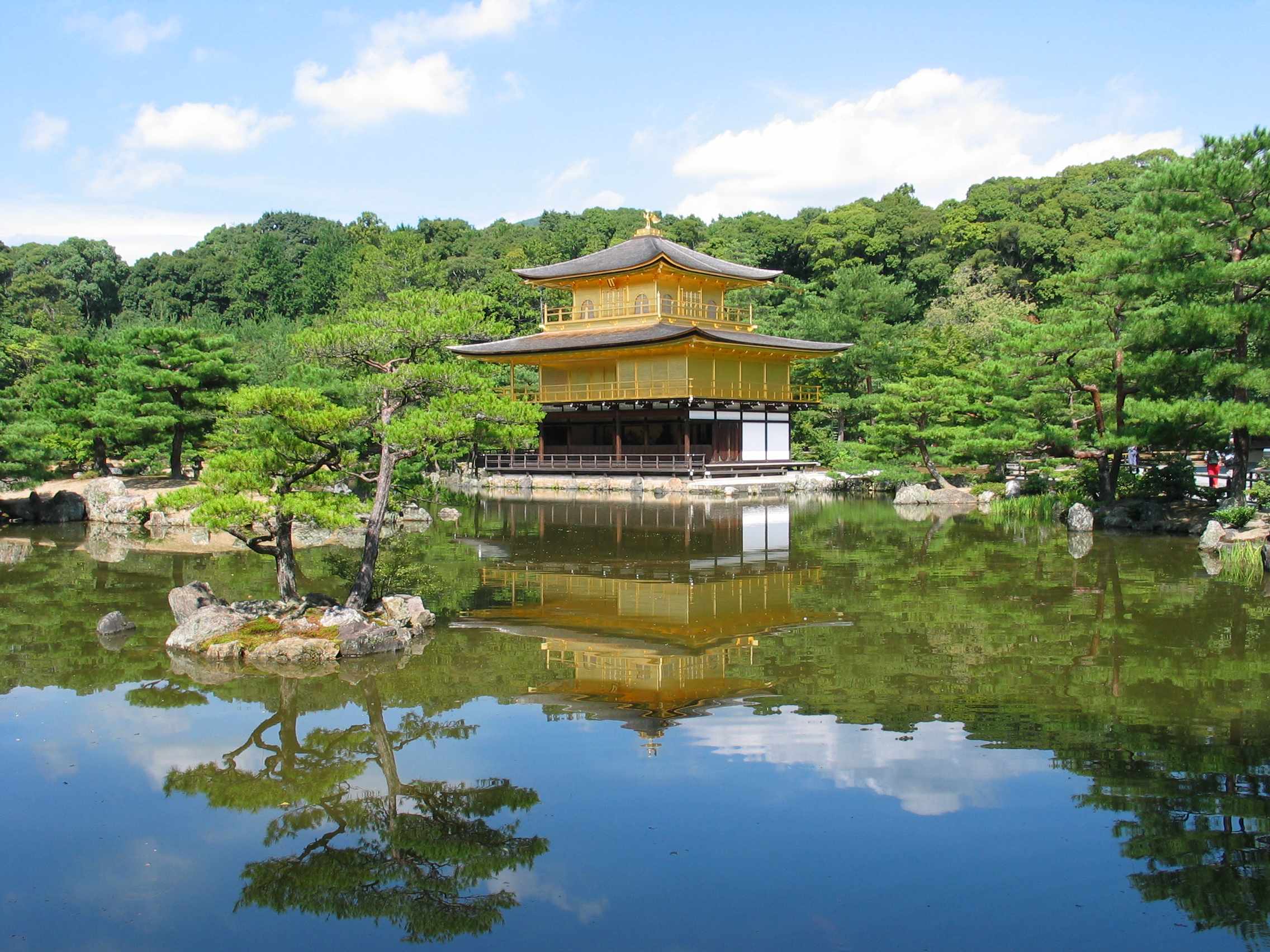
鹿苑寺

1401年（応永8年）、「日本国准三后源道義」の名義で博多の商人肥富（こいとみ、こいつみ・こいずみとも）と僧祖阿を使節として明に派遣する。日本国王良懐の勢力はすでに没落した事を明の側でも認識し、建文帝は日本の支配者の地位は既に義満に移ったものと認識し、義満を日本国王に冊封した。同時に明の大統暦が日本国王に授与され、両国の国交が正式に樹立された。日本国王が皇帝に朝貢する形式をとった勘合貿易は応永11年（1404年）から始まり、また明に要請されて倭寇を鎮圧している（なお、返礼の使者を送るまでに靖難の変が起き、建文帝から永楽帝に皇帝が変わっていた）。遣唐使の廃止以来、独自の政策を採っていた公家社会では、明皇帝の臣下となる朝貢貿易に対して不満や批判が多くあったが、義満の権勢の前では公の発言ができず日記などに記すのみであった。
1397年（応永4年）には西園寺家から京都北山の「北山弟」（ほくさんてい）を譲り受け、舎利殿（金閣。1399年頃完成したとみられる）を中心とする山荘（「北山第」（きたやまてい）または「北山殿」（きたやまどの）、後の鹿苑寺）を造営した。応永6年（1399年）春以降、義満は本格的にこの山荘に移り住み、活動の拠点としていく。この時代の文化を、武家様・公家様・唐様（禅宗様）が融合した北山文化と呼ぶことも多い。また北山文化の芸能である猿楽では、義満は観阿弥・世阿弥父子を庇護した。
また、足利義満が建設を進めた特筆すべき建築物として、1399年に京都相国寺に完成した八角七重塔がある。塔の高さは、360尺（約109m）に及ぶ高層建築物であり、以後500年以上、日本最高記録となっていた。相国寺の七重塔は、4年後に落雷により焼失したが、翌年の1404年には同等規模の北山大塔を金閣寺付近に建設したという。
上述のように、金閣寺舎利殿や相国寺七重大塔は1399年頃には完成していたとみられ、これらの建物の建設費用は1401年から開始された勘合貿易による利益でまかなわれたわけではない（北山第の大塔は応永11年（1404年）に建設が始まったとみられ、勘合貿易の利潤があてがわれたと言える）。

### 最期
応永11年（1404年）末頃より、義満は自身に「太上天皇」の尊号が贈られないか、朝廷に対し働きかけていた。
応永13年（1406年）、後小松天皇の生母三条厳子が没すると、「天皇在位中に二度の諒闇は不吉」であるとして、2番目の妻である康子を後小松天皇の准母とし、義満は天皇の義父と言える存在となった。この際、義満は関白一条経嗣から、義満への「尊号」が検討されるのではないかという話を聞き、上機嫌な姿を見せたという。しかし康子は翌年「北山院」の女院号を贈られたものの、義満に太上天皇の尊号が贈られることはなかった。一方で義満が出御した際には「三衣筥」が置かれるなど、先例では上皇・法皇にしか認められなかった扱いも受けている。
応永15年（1408年）4月25日には、出家予定であった子の義嗣を親王の例で元服させ、参議にまで昇進させた。しかしその2日後の4月27日、義満は病に倒れた。4月28日には見舞の人にも対面しなかった。4月29日、医師の坂士仏の治療により快方に向かったが、5月1日には悪化した。このため将軍の義持は山科教冬を遣いに送り、諸寺に義満快癒の祈祷を命じた。その他にも管領などにより義満快癒の様々な催しが行なわれている。しかし5月4日に危篤となり、昼頃には一旦事切れたかに見えたが、夕方になって蘇生した。5月5日は平静を保ったが、5月6日の申刻過ぎから酉刻近くに遂に死去した。享年51（満49歳没）。
法名は鹿苑院天山道義。等持院で火葬された義満の遺骨は、相国寺塔頭鹿苑院に葬られた。以後相国寺は足利将軍の位牌を祀る牌所になったが、天明の大火で灰燼に帰して衰微した。鹿苑院に至っては明治になってから廃仏毀釈のあおりで廃寺の憂き目に遭う。そのため義満の墓所はその正確な位置が不明となってしまったが、位牌は足利家と縁の深かった臨川寺に移され安置されている。

## 死後の義満に対する処遇
義満死去の3日後、5月9日に朝廷から「太上天皇」の尊号を贈られたが、義持や管領斯波義将らは「先例なし」として辞退し、宣下自体なかったこととされた。これは朝廷と幕府との間で事前の合意があったものと見られている。一方で、五山の禅僧などは大檀那であった義満の権威を高めるため、「鹿苑院太上天皇」や「鹿苑天皇」などの号をしばしば用いたが、広く通用したものではない。また、明の永楽帝は弔問使を日本につかわし「恭献」という諡を送っている。この関係は義満の跡を継いだ足利義持が1411年に明の使者を追い返すまで続いていた。
義満は生前から義持と折り合いが悪かったとされ、対朝廷・公家政策、守護大名統制政策、明との勘合貿易などの外交政策をはじめとする義満の諸政策は義持によって一旦は否定された。また義満の遺産である北山第も金閣を除いて義持によって破却された。義満が偏愛した義嗣も上杉禅秀の乱の際に出奔し、謀反を企てたとして殺害された。

## 義満死後の室町幕府の推移
義満の死後、室町幕府の政治力は将軍が若くして亡くなったり、国内各地で反乱が起きたりして弱体化してしまう。
4代将軍の足利義持（義満の子）は父の作った別荘の北山山荘を現在残っている部分以外は取り壊してしまった。
1425年、5代将軍の足利義量（義満の孫）はわずか17歳で病没する。義量の死から1429年に義満の息子の足利義教が6代将軍になるまで幕府の将軍は空席で、父の義持が1428年に死去するまで政治の代行をすることになった。
幕府の弱体化を象徴する最初の事件が1428年の正長の土一揆であった。正長の土一揆を目の当たりした6代将軍義教は義満の政策を踏襲した施政を始めるが、それは守護を弾圧するばかりの敵を増やす政治だったので、嘉吉の乱で赤松満祐に暗殺された。
幕府の弱体化と内部対立をあらわにしたのが、8代将軍（義満の孫）足利義政の時代の1467年から始まった応仁の乱だった。室町幕府の本部がある京都は焼け野原となってしまった。義政も祖父・義満や父・義教の政治を引き継ごうとしたが、応仁の乱や側近政治の中で嫌気が差し政権運営への情熱をなくしてしまう。また義満の治世に従順であった有力守護大名も、再び幕府に対して反抗的な態度を取り始める。応仁の乱の末、義政の妻・日野富子が9代将軍にすることができた息子の足利義尚もこれといった政治成果をあげられないまま結局1489年4月、両親に先立ってわずか23歳で病死してしまう。父の義政も1490年1月に息子の後を追うように病死。義政の時代の東山文化が室町幕府最後の光だった。これ以後室町幕府は急速に没落していく。
その後は全国各地で戦国大名が力をつけ、室町幕府は形だけのものになってしまう。そしてついに1573年に織田信長が15代将軍・足利義昭を京都から追放して室町幕府は滅亡した（滅亡時期については複数論ある。義昭が追放された1573年説が最も一般的だが、義昭は将軍職にあり続けており、それゆえ室町幕府は亡命政権（鞆幕府）として存続したとする説もある。義昭が将軍職を辞職するのは豊臣秀吉による豊臣政権が成立した後の1588年である）。

## 義満に対する評価
義満は南北朝の統一を成し遂げ、北山文化の象徴である金閣を建てたこと、倭寇の取り締まりのために独自の案を使った勘合貿易を始めたことなど独特の政治力を発揮した。武士で太政大臣に任命されたのは平清盛以来およそ230年ぶりで、歴代の室町幕府の将軍では義満だけである（次に武士で任命されたのは1586年に豊臣秀吉）。「室町幕府」といった名称がついたのも義満が花の御所という将軍家邸宅を室町という場所に移したからで、こういったことから義満は室町幕府最高の将軍とされている。
一説によると江戸幕府の3代将軍・徳川家光が元服して「家光」という名になったのは、室町幕府の同じ3代将軍の義満の「みつ」の読みが起源とされており、江戸幕府の繁栄の祈願をこめたものと言われている。

## 人物

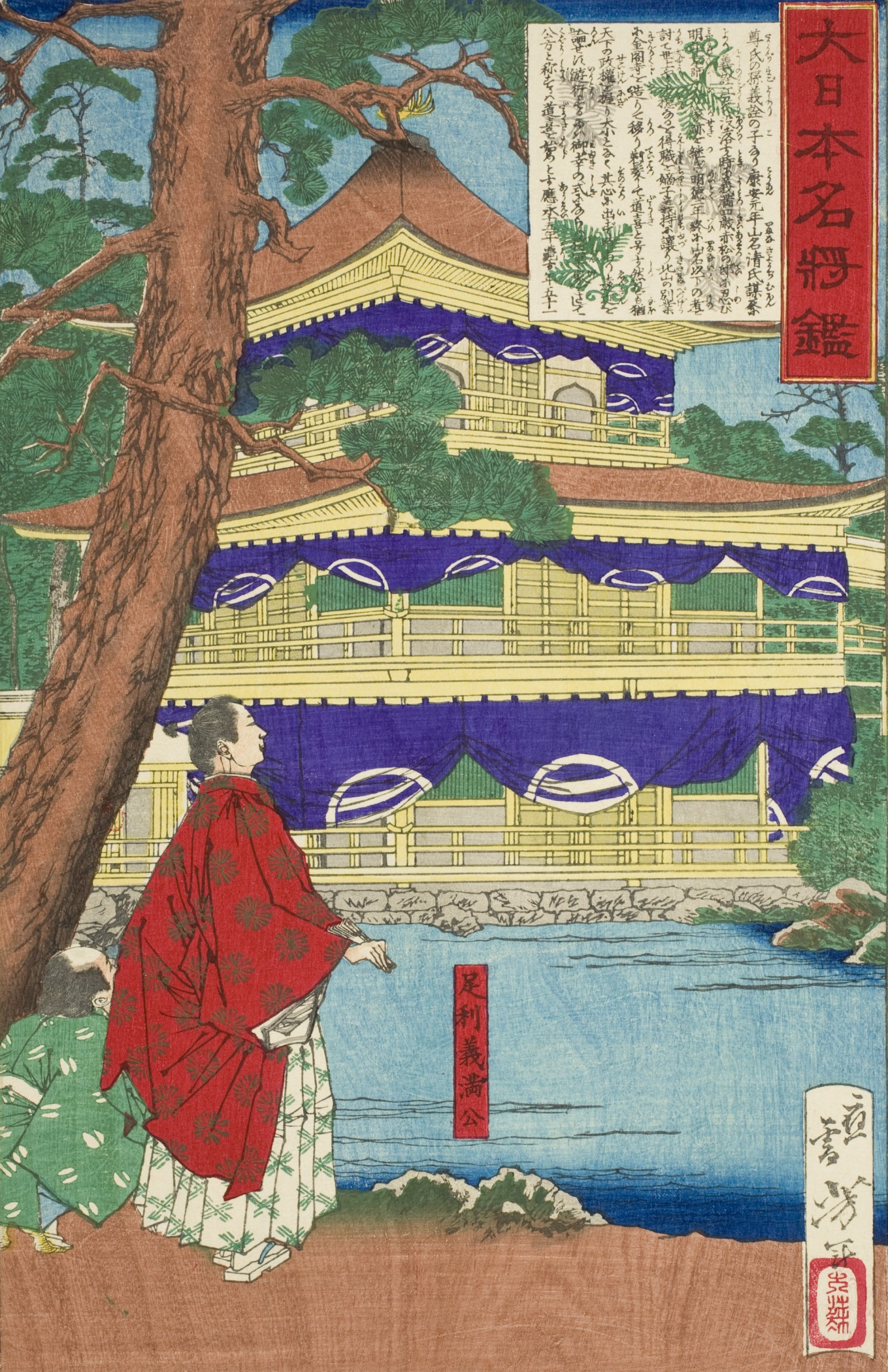
大日本名将鑑 足利義満公（月岡芳年画、ロサンゼルス・カウンティ美術館所蔵）

今川了俊は『難太平記』において大内義弘が「今御所の御沙汰の様、見及び申す如くば、よはきものは罪少なけれども御不審をかうぶり面目を失うべし。つよきものは上意を背くといえどもさしおかれ申すべき条、みな人の知る所なり（義満様の政治を見ると、弱い者は罪が軽くても厳罰に処され、強い者は命令に背いてもそのままにされる。このことはみなが知っている）」と語ったと記録している。佐藤進一はこの「強きを助け、弱きを挫く」姿勢が義満の生涯を貫く政治テクニックだと評し、傲岸と卑屈さが同居した性格と評している。このことは義満の猶子である三宝院満済も日明交渉や大名に対する接し方が義持よりはるかに丁重であったと回想している。このほかにも義満から様々な冷遇を受けた了俊は「上の明にわたらせ給はぬ（上が賢明でない）」と、義満を激しく批判している。
義満は当時としては珍しく時間厳守を非常に重んじた人物であり、遅刻する者を厳しく処分したという。永徳元年（1381年）7月23日の内大臣大饗に遅刻した御子左為遠が翌日の出仕で義満から追い出されたり、応永元年（1394年）の南都（興福寺）の常楽会では義満が夜明けから桟敷に座り込み、遅参した公家・武家の同席を許さなかった。
また義満は自分や周囲の服装にも口うるさく、応永13年（1406年）に明使を迎えるために兵庫へ下向した際には裏松重光・山科教興らが当時の軽装である十徳を着用させられ、教興の父山科教言が「十徳の体、当世の風体」と嘆いている。自らは明使を応接する際には唐人の装束で歓待したという。また、朝廷においても毎月朔日の拝賀では武家装束の直垂を、中旬に行われる廻祈祷では公家装束である束帯の着用を指図しており、側近達は毎月直垂を新調していたという。
一方女性関係では、他人の妻妾と通じることを頻繁に行った。記録に残るだけでも、弟の足利満詮、常盤井宮滿仁親王・伏見宮栄仁親王・九条経教・裏松重光・中山親雅・柳原資衡などの妻妾と通じている。彼女らの多くは内裏に女房として仕える身であり、夫と離別した後も旧夫と連絡を取り、旧夫に恩恵をもたらすこともあった。

## 皇位簒奪の意図はあったか
田中義成、今谷明らは義満が皇位簒奪する意図を持っていたのではないかとする説を唱えている。
義満は早くから花押を武家用と公家用に使い分けたり、2番目の妻である康子を後小松天皇の准母とし、女院号の宣下を受けさせたほか、公家衆の妻を自分に差し出させたりしていた。また祭祀権・叙任権（人事権）などの諸権力を天皇家から接収し、義満の参内や寺社への参詣にあたっては、上皇と同様の礼遇が取られた。応永15年（1408年）3月に北山第へ後小松天皇が行幸したが、義満の座る畳には天皇や院の座る畳にしか用いられない繧繝縁が用いられた。4月には宮中において次男・義嗣の元服を親王に准じた形式で行った。これらは義満が皇位の簒奪を企てていたためであり、明による日本国王冊封も当時の明の外圧を利用しての簒奪計画の一環であると推測している。
今谷は義満は中国（明）の影響を強く受けていたが、易姓革命思想ではなく当時流行した『野馬台詩』を利用していたのではないかと推測する。この詩は予言として知られており、天皇は100代で終わり、猿や犬が英雄を称した末に日本は滅ぶと解釈できる内容だった。「百王説」と呼ばれる天皇が100代で終わるという終末思想は慈円『愚管抄』などに記録されており、幅広く浸透していたことが推測できる。鎌倉公方の足利氏満は申年生まれ（ただし現在では亥年生まれとされる）、義満は戌年生まれだから猿や犬とは2人のことであるという解釈もされていた。
なお、皇位簒奪とは義満みずからが天皇に即位するわけではなく治天の君（実権を持つ天皇家の家長）となって王権（天皇の権力）を簒奪することを意味している。寵愛していた次男、義嗣を天皇にして自らは天皇の父親として天皇家を吸収するというものである。

### 批判
しかし、当時の公家の日記などには義満の行為が皇位簒奪計画の一環であるとした記録はなく、直接の証拠はない。また、皇位簒奪計画の最大の障害になる筈である儲君躬仁親王が何らかの圧迫を受けていたとする記録も無い。その後の研究では義満以降の日本国王号が日本国内向けに使用された形跡がないことから、国王号が朝廷に代わる権威としてではなく朝貢貿易上の肩書きに過ぎなかったと評価されている。
石原比位呂は今谷説の批判を通じて、これまでの足利義満期の公武関係に関する研究の問題点と共に、義満は「将軍の任命権者である（北朝）天皇の権威回復のため、朝儀の復興を原理原則に忠実かつ威儀厳重に催行すべき」という考えであったと指摘した上で、義満によって処罰された公家の多くはこの方針に反した者たちであり、そして最も強く反発したのが治天の君である後円融天皇（後に上皇）であったとする。そしてそのために義満は、自らの朝廷政策実現のために後円融天皇を退位させ、その権限を剥奪して、新帝・後小松天皇の父代わりを演じる必要があったと推測。今谷説は足利義満と後円融天皇の個人的対立を公武関係全体にまで広げた過大な解釈であると批判する。
榎原雅治によれば、現在では、義満の公家化は、朝廷側にも義満を利用しようという思惑があったとの考えが定説になりつつあるという。当時財政的に窮乏していた朝廷は、政治的安定によって経済的支援などを得ようとした。権威の復興を図る朝廷と、武家の中で足利家の権威をより高めようとする義満の意図が一致し、義満が公家化したとされる。
義満のとった措置は子の義持によって改められた。義満への太上天皇贈位は辞退され、義持に対し、公家達が義満と同様の礼を取ろうとした際も、義持は辞退している（ただし、その義持も義満の朝廷政策の全てを否定していた訳ではなく、義持の花押は公家様の花押しか伝えられておらず、公家の家門安堵に関与して後継者に偏諱を授与したり、称光天皇（躬仁親王）の御名を改めさせる（天皇の御名変更は義満ですらなし得なかった）など朝廷への影響力行使を続けており、天皇との直接的な距離は置きつつも朝廷に対する関与路線は継続されている）。
仮に簒奪計画があったとしても、それは義満一人の計画であり、義持や管領斯波義将を始めとする守護大名達は参画していなかった。近年では、王権簒奪説に対する批判が相次ぎ、もはやそのままでは成立しない学説となっている。

## 官歴
「公卿補任」及び森茂暁「足利義満」（角川書店）に拠る。
日付はすべて旧暦日。丸括弧内は個々の和暦年を単純に西暦年に置換したもの、旧暦の11月末から12月の日付は年によっては西暦の翌年1月から2月初頭にずれ込むこともある。
| 年                 | 月日      | 内容                                                                 |
| ------------------ | --------- | -------------------------------------------------------------------- |
| 貞治5年（1366年）  | 12月7日   | 従五位下に叙せられる。「義満」の諱を後光厳天皇より与えられる。       |
| 貞治6年（1367年）  | 12月3日   | 正五位下に昇叙。                                                     |
|                    | 12月7日   | 左馬頭に任じられる。                                                 |
| 応安元年（1368年） | 4月15日   | 元服                                                                 |
|                    | 12月30日  | 征夷大将軍に任じられる。                                             |
| 応安5年（1372年）  | 11月22日  | 御判始（はじめて自らの花押を据えた文書を発給する）                   |
| 応安6年（1373年）  | 11月25日  | 従四位下に昇叙。参議に任じられる。左近衛中将を兼ねる。               |
| 永和元年（1375年） | 11月20日  | 従三位に昇叙。左近衛中将元の如し。                                   |
| 永和4年（1378年）  | 3月24日   | 権大納言に任じられる。左近衛中将を辞退する。                         |
|                    | 8月27日   | 右近衛大将を兼ねる。                                                 |
|                    | 12月23日  | 従二位に昇叙。                                                       |
| 永和5年（1379年）  | 1月6日    | 右馬寮御監を兼ねる。                                                 |
| 康暦2年（1380年）  | 1月5日    | 従一位に昇叙。                                                       |
| 永徳元年（1381年） | 7月23日   | 内大臣に任じられる。右近衛大将元の如し。                             |
| 永徳2年（1382年）  | 1月26日   | 左大臣に任じられる。右近衛大将元の如し。                             |
|                    | 閏1月19日 | 蔵人所別当となる。                                                   |
|                    | 3月28日   | 牛車宣旨（牛車に乗って参内すること）を許される。                     |
|                    | 4月21日   | 後円融天皇の譲位にともない院執事となる。                             |
| 永徳3年（1383年）  | 1月14日   | 源氏長者となる。                                                     |
|                    | 1月16日   | 淳和院別当・奨学院別当となる。                                       |
|                    | 6月26日   | 准三宮。                                                             |
| 至徳元年（1384年） | 3月10日   | 右近衛大将を辞退する。                                               |
| 嘉慶2年（1388年）  | 5月26日   | 左大臣を辞退する。                                                   |
| 明徳3年（1392年）  | 12月26日  | 再度左大臣に任じられる。                                             |
| 明徳4年（1393年）  | 8月11日   | 上皇・摂関に準じて随身・兵仗（威儀を整えるための武官）を与えられる。 |
|                    | 9月17日   | 左大臣を辞退する。                                                   |
| 応永元年（1394年） | 12月17日  | 征夷大将軍を辞退し、嗣子・義持に譲る。                               |
|                    | 12月25日  | 太政大臣に任じられる。                                               |
| 応永2年（1395年）  | 6月3日    | 太政大臣を辞退する。                                                 |
|                    | 6月20日   | 出家。法名・道有。同年冬に道義と改める。                             |
| 応永15年（1408年） | 5月6日    | 死没。                                                               |
|                    | 5月9日    | 太上天皇の尊号を追贈されるが、嗣子・義持が辞退する。                 |

## 系譜
- 父：足利義詮（2代将軍）
- 母：紀良子（側室）
- 兄弟姉妹
  - 千寿王
  - 柏庭清祖
  - 足利満詮
  - 廷用宗器
  - 女子（宝鏡寺殿。恵昌?）
- 正室：日野業子（日野時光娘）
  - 女子
- 継室：日野康子（日野資康娘）
- 側室：藤原慶子（安芸法眼娘）
  - 三男:足利義持（4代将軍）
  - 五男:足利義教（6代将軍）
  - 女子（入江殿聖仙）
- 側室：藤原量子
  - 男子（義嗣・義教と生年は同じ）
  - 女子（大慈院聖紹?）
- 側室：加賀局（長快法印女）
  - 長男: 尊満（友山清師）
  - 次男:宝幢若公
- 側室：春日局（摂津氏、摂津能秀女）
  - 四男:足利義嗣
- 側室：藤原誠子（当初は義満の同母弟・足利満詮の正室で子もいたが、義満の手がついて側室になった）
  - 梶井義承
- 側室：高橋殿
- 側室：池尻殿
  - 女子
  - 虎山永隆
- 側室：寧福院殿
  - 女子（大慈院聖久）
- 側室：慶雲庵主（大炊御門冬宗女）
  - 女子（光照院尊久）
- 側室：源春子
- 側室：東御方
- 側室：対御方
- 側室：北向三品局
- 側室：一条局
- 側室：坊門局
- 側室：宇治殿
  - 女子
- （以下生母不明の子女）
  - 七男:仁和寺法尊
  - 六男:大覚寺義昭
  - 本覚院満守
  - 女子（法華寺尊順）
  - 女子（六角満綱正室）
  - 女子（摂取院殿）
  - 女子（宝鏡院主）
- 猶子
  - 斯波義重
  - 三宝院満済
  - 増詮

## 義満の偏諱を受けた人物

### 「義」の字
- 足利義持・義教ほか義満の男子の一部（前述参照）
- 赤松義則
- 斯波義重（義満の猶子。管領、武衛家当主。のち義教に改名）
- 渋川義俊
- 高橋義種（筑後高橋家）
- 日野義資（義満の正室・日野康子の甥）
- 細川義之（讃州家（阿波細川家））

### 「満」の字
皇族・公家
- 常盤井宮満仁親王（皇族）
- 九条満家
- 二条満基（二条家）
- 洞院満季（洞院実熙の父）
- 三宝院満済（義満の猶子）

武家
- 尊満（実子（庶長子））
- 本覚院満守（実子）
- 足利満詮（実弟）
- 足利氏満（鎌倉公方）
- 足利満兼（氏満の子、鎌倉公方）
- 足利満直（氏満の子、満兼の弟）
- 足利満隆（氏満の子、満兼・満直の弟）
- 足利満貞（氏満の子、満兼・満直・満隆の弟）
- 粟飯原満胤（粟飯原氏、父は詮胤）
- 赤松満祐（義則の子）
- 赤松満則（義則の弟）
- 赤松満政（満則の子）
- 蘆名満盛（詮盛の子）
- 赤松満弘（七条満弘）（赤松七条家、光範の子）
- 荒川満頼
- 石川満持（陸奥石川氏第16代当主、詮持の子）
- 石川満朝（同氏第17代当主、満持の子）
- 一色満範
- 一色満直
- 今川満範（貞世（了俊）の末子）
- 上野満兼（足利氏系上野氏）
- 宇佐美満秀（詮祐）
- 宇佐美満茂
- 塩冶満通（塩冶高貞の弟・時綱の孫）
- 大内満弘
- 大内満世（満弘の子）
- 大崎満詮（詮持の嫡男）
- 大崎満持（満詮の子で持詮の父とされる）
- 大舘満信（義冬の孫）
- 大舘満冬（満信の弟、今参局の父）
- 小笠原満長（京都小笠原氏、持長の父）
- 葛西満清（満信の長兄）
- 葛西満宗（満信の次兄）
- 葛西満信
- 北畠満泰（満雅の兄）
- 北畠満雅
- 京極満秀（京極能勢家祖）
- 斯波満種（大野斯波家当主）
- 斯波満理（満種の弟）
- 渋川満頼（九州探題）
- 渋川満行（満頼の弟）
- 渋川満直（満行の子、九州探題）
- 少弐満貞
- 白井満宗
- 白井満常（同上、満宗の甥（兄・詮常の子））
- 曽我満助
- 摂津満親（摂津氏、幕府奉公衆、義満の側室・春日局の兄または弟）
- 千秋満範（幕府奉公衆・熱田大宮司家一族（藤原季範の末裔））
- 武田満信（幕府奉公衆・京都武田氏当主）
- 武田満信（安芸武田氏二代当主、初名武田信在）
- 大掾満幹
- 中条満秀
- 中条満平（満秀の弟）
- 土岐満貞
- 富樫満家（満成・満春の父）
- 富樫満成
- 富樫満春
- 長野満藤
- 仁木満長
- 仁木満将（満長の子）
- 畠山満家（管領、河内畠山氏（畠山宗家）当主）
- 畠山満慶（満家の弟、能登畠山氏祖）
- 畠山満義（満家の従弟、父は畠山義深の子・持深）
- 畠山満国（石垣満国、満家の叔父）
- 畠山満国（畠山家国の子・清義の孫）
- 畠山満国（本宮満国、本宮氏祖）
- 畠山満詮（鹿子田満詮、本宮満国の弟）
- 畠山満泰（二本松満泰（二本松氏）、満国・満詮の弟）
- 畠山満盛（満泰の長男、高倉氏祖）
- 畠山満熈（畠山家国の子・義熈の子）
- 畠山満基（満熈の弟、子の教元（教基?）は御供衆）
- 畠山満安（満熈・満基の弟）
- 畠山満純（畠山義清の子）
- 肥田満昌（土岐肥田氏）
- 細川満元（管領、細川氏京兆家当主）
- 細川満国（満元の弟、野州家祖）
- 細川満之（備中守護家）
- 細川満久（満之の子、義之の養子となり讃州家を継ぐ）
- 細川満春（淡路守護家、氏春の子）
- 細川満師（満俊）（満春の子）
- 細川満経（奥州家、和氏の孫）
- 細川満益（遠州家、頼種の曾孫、勝益の祖父）
- 松田満秀（室町幕臣松田氏）
- 宮 満信（氏信の子）
- 山名満時
- 山名満幸
- 山名満氏（河口満氏（山名河口家祖）、山名氏清の子）
- 結城満藤（もと古山氏、義満の寵臣、山城国守護）
- 湯川満春（紀伊国衆、詮春（詮光）の子）
- 吉見満隆（吉見氏）
- 六角満高（※一説によれば義満の実弟）
- 六角満綱（満高の子、義満の娘婿）

## 関連作品
小説
- 北方謙三『陽炎の旗』（新潮社/新潮文庫、1991年）
- 山田風太郎『柳生十兵衛死す』（小学館文庫、1992年）
- 安部龍太郎「バサラ将軍」（文藝春秋『室町花伝』/文春文庫『バサラ将軍』収録、1995年）
- 平岩弓枝『獅子の座 足利義満伝』（中央公論新社/文春文庫、2000年）
- 朝松健『一休暗夜行』（2001年、光文社文庫）
- 鯨統一郎『とんち探偵一休さん 金閣寺に密室』（2000年4月 祥伝社ノン・ノベル / 2002年9月 祥伝社文庫）
- 阿部暁子『室町繚乱 義満と世阿弥と吉野の姫君』集英社〈集英社文庫〉、2018年。ISBN 978-4087456950。
- 眞邊明人『もしも徳川家康が総理大臣になったら』（2021年、サンマーク出版）

映画
- 『もしも徳川家康が総理大臣になったら』（2024年、演：小手伸也）

テレビドラマ
- 『一休さん』（2012年、フジテレビ、演：東山紀之）

漫画
- 荘司としお『足利義満 金閣を建てた実力者』（集英社、1989年）[55]
- 石ノ森章太郎『足利義満、「日本国王」となる』（中央公論新社、『マンガ日本の歴史』20、1991年）[56]
- 坂口尚『あっかんべェ一休』（講談社、1993年 - 1996年）
- 広岡ゆうえい『足利義満　花の御所と金閣寺』（学研プラス、1997年）[57]
- ふくやまけいこ『足利義満』（朝日新聞出版、2010年）[58]
- そにしけんじ『ねこねこ日本史』（実業之日本社、第4巻収録）

アニメ
- 『一休さん』（1975年-1982年、東映動画製作） - 将軍として義満（声優：キートン山田）が登場する。史実に基づく有能な人物・一休と対立する立場としての側面も見せるが、総じてわがままで間の抜けた面も多いコミカルな感じのイメージで描写される。
- 『ねこねこ日本史』（Eテレ、ジョーカーフィルムズ制作、声優：小林ゆう、祖父の足利尊氏の役も同役）
- 『犬王』（2022年公開のアニメ映画。原作は古川日出男の小説『平家物語 犬王の巻』（2017年、河出書房新社）、声優：柄本佑）

コンピューターゲーム
- 『チンギスハーン・蒼き狼と白き牝鹿IV』（光栄）